# Heteropoda analis
Heteropoda analis är en spindelart som beskrevs av Tord Tamerlan Teodor Thorell 1881. Heteropoda analis ingår i släktet Heteropoda och familjen jättekrabbspindlar. Inga underarter finns listade i Catalogue of Life.